# 신 (성씨)
신(申, 辛, 愼)은 대한민국과 조선민주의인민공화국의 성씨이다.

## 아홉째 지지, 납, 거듭, 원숭이(펼) 신 申
신(申)씨는 2015년 대한민국 통계청 인구조사에서 741,081명으로 조사되어 성씨 인구 14위이다.

### 평산 신씨
평산 신씨(平山 申氏) 시조(始祖) 신숭겸(申崇謙)은 태봉의 장군으로 있다가 배현경(裵玄慶), 홍유(洪儒), 복지겸(卜智謙)과 함께 왕건(王建)을 황제로 추대하여 고려 개국일등공신이 되었다. 신숭겸의 본래 이름은 능산(能山)이었으나, 태조(太祖)에게 평산에서 신씨 성을 사성(賜姓)받았다. 시호는 장절(壯節)이며, 태사(太師)로 추증되었다. 조선시대 문과 급제자 180명, 정승 8명을 배출하였다. 인물로는 신군평, 신개, 신영, 신잡, 신립, 신흠(申欽), 신경진(申景禛), 신임, 신완, 신만(申晩), 신회(申晦), 신재식, 신응조 등이 있다. 2015년 인구는 563,375명이다.

### 고령 신씨
고령 신씨(高靈 申氏) 시조 신성용(申成用)은 고려 때 호장(戶長)을 지냈고, 검교군기감(檢校軍器監)을 역임하였다. 5세손 신덕린(申德隣)이 충목왕 때 문과에 급제하여 판서를 역임하였다. 6세손 신장(申檣)은 대제학을 지냈고, 7세손 신숙주가 조선 세조 때 영의정에 올랐다. 조선시대 문과 급제자 88명을 배출하였다. 2015년 인구는 129,718명이다.

### 아주 신씨
아주 신씨(鵝洲 申氏) 시조 신영미(申英美)는 고려 때 아주현의 권지호장(權知戶長)을 지냈다. 아주는 경상남도 거제시 아주동 일대의 지명이다. 조선시대 문과 급제자 9명을 배출하였다. 2015년 인구는 33,710명이다.

### 삭녕 신씨
삭녕 신씨(朔寧 申氏) 시조 신윤려(申允麗)의 외손녀 안변 한씨(安邊 韓氏)가 이성계에게 출가하여 신의왕후(神懿王后)로 승격되자 신윤려는 찬성사(贊成事)로 증직(贈職)되었다.

## 매울 신 辛
신(辛)씨는 2015년 대한민국 통계청 인구조사에서 192,877명으로 조사되어 성씨 인구 42위이다.
하(夏)나라 2대 계왕(啓王)의 5형제가 성씨를 분봉받은때 둘째인 사원강(姒元康)이 신진(莘鎭)으로 성씨를 분봉받아 새로이 시작하면서 신진(莘鎭)의 171대손 신경(莘鏡)이 고려 인종 16년에 문과에 급제하여 신(辛)성의 시조가 되었다
영산 신씨(靈山 辛氏) 시조(始祖) 신경(辛鏡)은 1138년(고려 인종 16년)에 문과에 급제하여 금자광록대부 문하시랑평장사(金紫光錄大夫 門下侍郞平章事)에 이르렀다고 한다. 9세손에서 영월 신씨(寧越 辛氏)가 분관하였다.
9세손 신천(辛蕆)이 1294년(충렬왕 20년) 과거에 급제하여 판밀직사사(判密直司事)에 이르렀고, 신천의 동생 신혁(辛革)은 도첨의찬성사(都僉議贊成事)가 되었다. 신혁의 손자 신예(辛裔)가 충목왕 때 취성부원군(鷲城府院君)에 봉해졌다. 공민왕 때 신예의 동생 신부(辛富)는 취산군(鷲山君)에 봉해지고, 신돈(辛旽)은 영도첨의사사(領都僉議使司)로 집권하여 개혁을 추진했다.
조선시대에 문과 급제자 50명, 공신 7명을 배출하였다. 신부의 손자인 신인손(辛引孫)이 세종 때 대제학에 오르고, 신인손의 아들 신석조(辛碩祖)는 세조 때 이조참판을 역임하였다.
1871년9월19일(음력)강세하신 九天上帝 姜甑山의 종도 신원일과 신경현이 모두 辛씨 성이며,
현대 인물로는 롯데그룹 회장 신격호, 신동빈 등이 있다.

## 삼갈 신 愼
신(愼)씨는 2015년 대한민국 통계청 인구조사에서 51,865명으로 조사되어 성씨 인구 68위이다.
거창 신씨(居昌 愼氏) 시조(始祖) 신수(愼修)는 송나라 개봉부(開封府) 출신 진사(進士)로서 고려에 귀화하여 1075년(문종 29) 시어사(侍御史)가 되었고, 숙종 때 수사공(守司空) 우복야(右僕射) 참지정사(參知政事)를 역임하였으며, 1101년 사망하자 공헌(恭獻)의 시호를 받았다.  신수의 아들 신안지(愼安之)는 병부상서(兵部尙書)를 역임하였다.
7세손 신집평(愼執平)이 대장군(大將軍)을 거쳐 1258년(고종 45) 동북면병마사(東北面兵馬使)로서 몽골에 항전하였다.
조선시대 문과 급제자 35명을 배출하였다. 15세손 신승선(愼丞善)은 세종의 넷째 아들인 임영대군(臨瀛大君)의 사위이자 연산군 정비 폐비 신씨의 아버지로서 영의정에 오르고 거창부원군(居昌府院君)에 봉군되었다. 신승선의 아들인 신수근(愼守勤)의 딸도 중종비 단경왕후(端敬王后)가 되어 신수근은 좌의정에 오르고 익창부원군(益昌府院君)에 봉해졌다. 17세손 신희복(愼希復)이 명종 때 우참찬에 오르고, 18세손 신거관(愼居寬)은 호조판서를 역임하였다. 영조 때 신이의(愼爾儀)가 세자시강원시직(世子侍講院侍直)에 제수되었으며, 신후담(愼後聃)은 실학자로서 《서학변(西學辨)》을 저술했다.

## 같이 보기
- 신 (중국 성씨)